# Natação no Campeonato Mundial de Esportes Aquáticos de 2017 - 400 m medley masculino
A prova dos 400 metros medley masculino da natação no Campeonato Mundial de Esportes Aquáticos de 2017 ocorreu no dia 30 de julho em Budapeste na Hungria.

## Recordes
Antes desta competição, os recordes mundiais e do campeonato nesta prova eram os seguintes:
| Tipo                  | Atleta         | Tempo   | Local     | Data                 |
| --------------------- | -------------- | ------- | --------- | -------------------- |
|                       | Michael Phelps | 4:03.84 | Pequim    | 10 de agosto de 2008 |
| Recorde do campeonato | Michael Phelps | 4:06.22 | Melbourne | 1 de abril de 2007   |

Os seguintes novos recordes foram estabelecidos durante esta competição. 
| Data        | Prova  | Nadador      | Nacionalidade  | Tempo   | Recordes              |
| ----------- | ------ | ------------ | -------------- | ------- | --------------------- |
| 30 de julho | Finbal | Chase Kalisz | Estados Unidos | 4:05.90 | Recorde do campeonato |

## Medalhistas
| Ouro               | Prata                 | Bronze           |
| Chase Kalisz (USA) | Dávid Verrasztó (HUN) | Daiya Seto (JPN) |

## Resultados

### Eliminatórias
Esses foram os resultados das eliminatórias. Foram realizadas no dia 30 de julho com início às 09:50. 
| Pos. | Bateria | Raia         | Nadador             | Nacionalidade  | Tempo   | Notas            |
| ---- | ------- | ------------ | ------------------- | -------------- | ------- | ---------------- |
| 1    | 3       | 4            | Chase Kalisz        | Estados Unidos | 4:09.79 | Q                |
| 2    | 3       | 3            | Max Litchfield      | Reino Unido    | 4:10.57 | Q,               |
| 3    | 4       | 5            | Dávid Verrasztó     | Hungria        | 4:11.89 | Q                |
| 4    | 3       | 5            | Daiya Seto          | Japão          | 4:12.89 | Q                |
| 5    | 3       | 6            | Brandonn Almeida    | Brasil         | 4:13.13 | Q                |
| 6    | 4       | 3            | Jay Litherland      | Estados Unidos | 4:13.95 | Q                |
| 7    | 4       | 4            | Kosuke Hagino       | Japão          | 4:14.15 | Q                |
| 8    | 3       | 1            | Richard Nagy        | Eslováquia     | 4:15.69 | Q                |
| 9    | 4       | 8            | Mark Szaranek       | Reino Unido    | 4:15.71 |                  |
| 10   | 4       | 1            | Joan Lluís Pons     | Espanha        | 4:16.27 |                  |
| 11   | 3       | 8            | Alexis Santos       | Portugal       | 4:17.34 |                  |
| 12   | 2       | 6            | Tomas Peribonio     | Equador        | 4:17.37 | Recorde nacional |
| 13   | 3       | 7            | Jacob Heidtmann     | Alemanha       | 4:17.68 |                  |
| 14   | 4       | 6            | Federico Turrini    | Itália         | 4:18.25 |                  |
| 15   | 4       | 7            | Jérémy Desplanches  | Suíça          | 4:18.69 |                  |
| 16   | 2       | 7            | Patrick Stäber      | Áustria        | 4:19.15 |                  |
| 17   | 4       | 9            | Tristan Cote        | Canadá         | 4:19.87 |                  |
| 18   | 3       | 2            | Gergely Gyurta      | Hungria        | 4:19.90 |                  |
| 19   | 4       | 2            | Wang Shun           | China          | 4:20.01 |                  |
| 20   | 2       | 8            | Ayrton Sweeney      | África do Sul  | 4:20.10 |                  |
| 21   | 4       | 0            | Clyde Lewis         | Austrália      | 4:20.34 |                  |
| 22   | 2       | 4            | Dawid Szwedzki      | Polónia        | 4:20.48 |                  |
| 23   | 2       | 3            | Bradlee Ashby       | Nova Zelândia  | 4:20.65 |                  |
| 24   | 2       | 0            | Anton Ipsen         | Dinamarca      | 4:20.74 |                  |
| 25   | 2       | 5            | Pavel Janeček       | Chéquia        | 4:22.11 |                  |
| 26   | 2       | 2            | Christoph Meier     | Liechtenstein  | 4:22.29 |                  |
| 27   | 3       | 9            | Etay Gurevich       | Israel         | 4:22.66 |                  |
| 28   | 1       | 3            | Ahmed Hamdy         | Egito          | 4:25.16 |                  |
| 28   | 1       | 4            | Cho Cheng-chi       | Taipé Chinesa  | 4:25.16 |                  |
| 30   | 1       | 8            | Nguyễn Hữu Kim Sơn  | Vietname       | 4:26.07 |                  |
| 31   | 3       | 0            | Wang Zhou           | China          | 4:28.25 |                  |
| 32   | 1       | 5            | Ricardo Vargas      | México         | 4:30.37 |                  |
| 33   | 1       | 2            | Luis Vega Torres    | Cuba           | 4:30.77 |                  |
| 34   | 2       | 9            | Joo Jae-gu          | Coreia do Sul  | 4:31.14 |                  |
| 35   | 1       | 7            | Thomas Tsiopanis    | Chipre         | 4:34.49 |                  |
| 36   | 1       | 1            | Brandon Schuster    | Samoa          | 4:34.60 | Recorde nacional |
| 37   | 1       | 0            | Mubal Azzam Ibrahim | Maldivas       | 5:48.11 | Recorde nacional |
|      | 1       | 6            | Jonathan Gómez      | Colômbia       | DNS     | DNS              |
| 2    | 1       | Carlos Omaña | Venezuela           |                | DNS     | DNS              |

### Final
A final foi realizada em 30 de julho às 17h39. 
| Pos.              | Raia | Nadador          | Nacionalidade  | Tempo   | Notas                 |
| ----------------- | ---- | ---------------- | -------------- | ------- | --------------------- |
| Medalha de ouro   | 4    | Chase Kalisz     | Estados Unidos | 4:05.90 | Recorde do campeonato |
| Medalha de prata  | 3    | Dávid Verrasztó  | Hungria        | 4:08.38 |                       |
| Medalha de bronze | 6    | Daiya Seto       | Japão          | 4:09.14 |                       |
| 4                 | 5    | Max Litchfield   | Reino Unido    | 4:09.62 | Recorde nacional      |
| 5                 | 7    | Jay Litherland   | Estados Unidos | 4:12.05 |                       |
| 6                 | 1    | Kosuke Hagino    | Japão          | 4:12.65 |                       |
| 7                 | 2    | Brandonn Almeida | Brasil         | 4:13.00 |                       |
| 8                 | 8    | Richard Nagy     | Eslováquia     | 4:16.33 |                       |

Legenda
| Recorde mundial       | Recorde mundial (World record)               |                       | Recorde africano                      | Recorde africano (African) |                                           | Q | Classificado por posição (Qualified) |
| Recorde do campeonato | Recorde do campeonato (Championship record)  | Recorde da América    | Recorde da América (Americas)         | q                          | Classificado por melhor tempo (Qualified) |   |                                      |
| Melhor marca do ano   | Melhor marca do ano (World leading)          | Recorde asiático      | Recorde asiático (Asian)              | DNS                        | Não largou (Did not start)                |   |                                      |
| Recorde nacional      | Recorde nacional (National record)           | Recorde europeu       | Recorde europeu (European)            | DNF                        | Não terminou (Did not finish)             |   |                                      |
| Recorde pessoal       | Recorde pessoal do atleta (Personal best)    | Recorde da Oceania    | Recorde da Oceania (Oceania)          | DSQ / DQ                   | Desclassificado (Disqualified)            |   |                                      |
| Recorde da temporada  | Recorde da temporada do atleta (Season best) | Recorde sul-americano | Recorde sul-americano (South America) | NM                         | Sem marca (No mark)                       |   |                                      |